# لوكسوتيكا
مجموعة لوكسوتيكا س.ب.ا (بالإيطالية: Luxottica Group S.p.A.)‏ هي أكبر شركات النظارات في العالم. علاماتها التجارية المعروفة تشمل راي بان وبيرسول و أوكلي. كما أنها تصنع نظارات شمسية وإطارات طبية لعدد كبير من العلامات التجارية مثل شانيل وبرادا الذين يستخدمون هذه التصاميم بموجب ترخيص. تصنع لوكسوتيكا أيضاً نظارات شمسية بعلامات تجارية مثل بربري وشانيل و بولو رالف لورين وبول سميث وستيلا مكارتني وتيفاني و فيرساتشي وفوغ و بيرسول وميو ميو وتوري بورش و دونا كاران. منافسها الأول هي مجموعة سافيلو س.ب.ا.